# 楠原由祐子
楠原 由祐子（くすはら ゆうこ、1987年8月30日 - ）は、長野朝日放送のアナウンサー。

## 経歴・人物
神奈川県出身。幼少時は長野県佐久市に住んでいた。
神奈川県立湘南高等学校、慶應義塾大学総合政策学部卒業後、2011年長野朝日放送に入社。入社1年目の10月から『abnステーション』のメインキャスターを務める。
趣味・特技はモダンバレエと書道。
2022年7月より、産休、育休に入る。
2023年5月に復職した。

## 出演番組
- abnステーション （2011年10月3日 - 2022年6月29日）- メインキャスター
- いいね!信州スゴヂカラ
- 駅テレマルシェ（2023年7月 - ）サブMC
- abnニュース&天気予報

## リンク
- 長野朝日放送・楠原 由祐子
- 楠原由祐子 (@yuko_kusuhara) - Instagram